# Heterusia perfectaria
Heterusia perfectaria är en fjärilsart som beskrevs av Walker 1862. Heterusia perfectaria ingår i släktet Heterusia och familjen mätare. Inga underarter finns listade i Catalogue of Life.